# Supercoupe du Danemark masculine de handball
La Supercoupe du Danemark masculine de handball est une compétition de clubs masculins de handball disputée entre le champion et, en principe, le vainqueur de la Coupe du Danemark. Créée en 2011, elle est jouée en même temps que la Supercoupe du Danemark féminine de handball depuis 2014.

## Palmarès
Le palmarès de la supercoupe (en gras figure le vainqueur) est :
| Édition | Date        | Lieu                        | Vainqueur du Championnat  | Opposant                | Score   |
| ------- | ----------- | --------------------------- | ------------------------- | ----------------------- | ------- |
| 2011    | 23 août     | Brøndby Hallen, Brøndby     | AG Copenhague (1)         | Aarhus Håndbold FC      | 30-27   |
| 2012    | 28 août     | Gigantium, Aalborg          | Bjerringbro-SilkeborgVC   | Aalborg Håndbold FC (1) | 19-25   |
| 2013    | 23 août     | Gigantium, Aalborg          | Aalborg Håndbold          | Aarhus Håndbold (1)     | 27-28   |
| 2014    | 22 août     | Gigantium, Aalborg          | KIF Copenhague (1)        | Aalborg Håndbold VC,FC  | 17-16   |
| 2015    | 20 août     | Skjern Bank Arena, Skjern   | KIF Copenhague (2)        | Skjern Håndbold         | 23-22   |
| 2016    | 6 septembre | Spektrum, Vejle             | Bjerringbro-Silkeborg (1) | HC Midtjylland          | 29-27   |
| 2017    | 29 août     | Roskilde Hallerne, Roskilde | Aalborg Håndbold          | Skjern Håndbold (1)     | 17-27   |
| 2018    | 26 août     | Fælledhallen, Skanderborg   | Skjern Håndbold           | Team Tvis Holstebro (1) | 23-26   |
| 2019    | 27 août     | Næstved Arena, Næstved      | Aalborg Håndbold (2)      | GOG Håndbold            | 30-25   |
| 2020    | 1er sept.   | Gigantium, Aalborg          | Aalborg Håndbold (3)      | GOG Håndbold            | 37-31   |
| 2021    | 25 août     | Vibocold Arena, Viborg      | Aalborg Håndbold (4)      | Mors-Thy Håndbold       | 33-25   |
| 2022    | 23 août     | Gigantium, Aalborg          | GOG Håndbold              | Aalborg Håndbold (5)    | 31-36   |
| 2023    | 30 août     | Arena Randers, Randers      | GOG Håndbold (1)          | Aalborg Håndbold VC     | 34-32   |
| 2024    | 28 août     | Arena Randers, Randers      | Aalborg Håndbold (6)      | GOG Håndbold            | 29-28   |
| 2025    | 24 août     | Arena Randers, Randers      | Aalborg Håndbold          | Skjern Håndbold VC      | à venir |

## Bilan
| Rang | Club                  | Titres | Éditions                           |
| ---- | --------------------- | ------ | ---------------------------------- |
| 1    | Aalborg Håndbold      | 6      | 2012, 2019, 2020, 2021, 2022, 2024 |
| 2    | KIF Copenhague        | 2      | 2014, 2015                         |
| 3    | AG Copenhague         | 1      | 2011                               |
| 3    | Aarhus Håndbold       | 1      | 2013                               |
| 3    | Bjerringbro-Silkeborg | 1      | 2016                               |
| 3    | Skjern Håndbold       | 1      | 2017                               |
| 3    | Team Tvis Holstebro   | 1      | 2018                               |
| 3    | GOG Håndbold          | 1      | 2023                               |